# Ashampoo Office
Ashampoo Office — пакет офисных приложений, состоящий из текстового редактора TextMaker, программы электронных таблиц PlantText и программы для подготовки презентаций Presentations, лицензированы у компании-разработчика SoftMaker Office.

## Возможности пакета
Ashampoo Office предоставляет все стандартные возможности по созданию и редактированию документов, электронных таблиц и файлов презентаций. Достоинством пакета является то, что в нём предусмотрен инструмент для создания портативной версии офисного пакета и переноса его на флеш-карту. Отмечается, что Ashampoo Office уступает по мощности пакетам Microsoft Office и OpenOffice.org, но при этом потребляет значительно меньше ресурсов компьютера и работает существенно быстрее. Пакет поддерживает 35 языков, в том числе и русский. Реализована возможность экспорта в PDF.
TextMaker поддерживает следующие форматы файлов: TMD (собственный формат программы), DOC, DOCX, ODT, RTF, TXT, HTM.
PlantText способен работать с форматами файлов, такими как TXT, CSV, PRN, DIB, DBF, RTF, SLK, SDC, PMW, XLT, XLTX, XLTM, XLS, XLSX, XLSM, PMV, PMD.
Presentations может редактировать файлы в форматах RTF, POT, PPT, PPS, PRV, PRD, PRS.